# 清水季子
清水 季子（しみず ときこ、1965年 - ）は、日本の銀行家。日本銀行において女性初の支店長、審議役、欧州統括役、名古屋支店長、理事を歴任した。

## 人物
東京都出身。
筑波大学附属高等学校を経て、1987年に東京大学工学部を卒業後、日本銀行に入行。金融市場局や国際局などの勤務を経て、2010年、日本銀行創設以来初の女性支店長として高松支店長に就任する。
2012年以降は、金融機構局上席考査役、国際局審議役を経て、2016年ロンドン・パリ・フランクフルトの欧州三事務所を束ねる欧州統括役ロンドン事務所長。
2018年名古屋支店長に就任。支店で大阪支店に次ぐ規模であり、理事も多数輩出している名古屋支店長に女性が就くのは初めて。
2020年5月11日、女性初となる日本銀行理事に任命され、同時に名古屋支店長と兼任する。
2020年7月20日、名古屋支店長を退任。日本銀行理事。
2024年5月10日、日本銀行を退職し、同年6月11日、豊田自動織機社外取締役に就任。